# Thorpe Cup
Der Thorpe Cup ist ein Länderkampf von Zehnkämpfern und Siebenkämpferinnen aus Deutschland und den Vereinigten Staaten. Er fand erstmals 1993 statt und wurde in den Jahren 2009, 2010 und 2012 im hessischen Marburg ausgetragen. Der Wettkampf ist nach Jim Thorpe, Olympiasieger von 1912, benannt.

## Geschichte
Seit 1993 wird der zunächst Visa-Cup-Meeting genannte Wettbewerb zwischen den beiden stärksten Zehnkampfnationen als hochkarätiger internationaler Wettkampf durchgeführt. Gegründet wurde er durch den damaligen deutschen Bundestrainer Claus Marek und den US-Cheftrainer Harry Mara. Die Erstauflage fand 1993 in Aachen statt. Nur einmal, im Jahr 2004, fiel der Wettbewerb aus. Seit 2006 sind auch die Siebenkämpferinnen in den Cup integriert. Im Jahr 2007 erhielt der Wettbewerb seinen jetzigen Namen.
Der Cup wurde bis 2009 abwechselnd in Deutschland und den USA ausgetragen. 2008 fand der Cup in Manhattan im US-Bundesstaat Kansas statt. 2009 und ebenso 2010 traten die  Athleten im Georg-Gaßmann-Stadion in Marburg gegeneinander an. Die Universitätsstadt bekam den Zuschlag für die erneute Ausrichtung aufgrund des großen Zuschauerzuspruchs und ist als fester Austragungsort für den Thorpe Cup im Gespräch.
In den ersten 18 Zehnkampf-Auflagen siegten die US-Amerikaner 13 Mal, Deutschland errang fünf Siege. Den Siebenkampf der Damen gewann jede Nation bis dahin 3 mal. 
Neben den Wettbewerbern nehmen auch Athleten außer Konkurrenz teil. So traten 2012 eine Woche vor den Olympischen Spielen mit Ashton Eaton, dem Favoriten auf Gold in London, auch die deutschen Olympiateilnehmer Rico Freimuth und Jan Felix Knobel in einigen Wettbewerben an.

## Modus
Im Zehnkampf treten sieben Athleten beider Länder gegeneinander an, fünf von ihnen kommen in die Wertung. Bei den Siebenkämpferinnen sind es fünf Athletinnen pro Nation, von denen die besten drei gewertet werden.

## Thorpe Cup 2009
Mehrere tausend Zuschauer erlebten am 8. und 9. August 2009 den 16. Thorpe Cup im Marburger Stadion. Die Einzelwertung des Zehnkampfwettbewerbs gewann der US-Amerikaner Tom Pappas, Weltmeister von 2003, mit 8569 Punkten, was einen Rekord für den Cup bedeutete. Er war damit der herausragende Athlet beim Sieg der US-Amerikaner (39.462 Punkte) über das deutsche Zehnkampfteam (35.927 Punkte). Zweiter mit 7892 Punkten wurde mit Joe Dettmer ein weiterer US-Amerikaner. Gesamtdritter und bester Deutscher wurde der Junioren-Weltmeister von 2008, Jan Felix Knobel, der auf 7758 Punkte kam.
Einzelsiegerin bei den Siebenkämpferinnen wurde die US-Amerikanerin Liz Roehrig. Mit 5990 Punkten lag sie knapp vor der Deutschen Christine Schulz (5974 Punkte) und deren Teamkollegin Claudia Rath (5941 Punkte). In der Teamwertung siegten die deutschen Damen mit über 1000 Punkten Vorsprung (17.680 gegenüber 16.650 Punkte).